# سو بولارد
سو بولارد (بالإنجليزية: Su Pollard)‏ هي مغنية بريطانية، ولدت في 7 نوفمبر 1949 في نوتنغهام في المملكة المتحدة.

## وصلات خارجية
- سو بولارد على موقع IMDb (الإنجليزية)
- سو بولارد على موقع ميوزك برينز (الإنجليزية)
- سو بولارد على موقع ديسكوغز (الإنجليزية)
- سو بولارد على موقع قاعدة بيانات الفيلم (الإنجليزية)